# Football Club Amsterdam
Il Football Club Amsterdam (meglio noto come FC Amsterdam) è stata una società calcistica olandese con sede nella capitale Amsterdam, esistita tra il 1972 e il 1982.

## Storia
Il club viene fondato il 20 giugno 1972 ad Amsterdam dall'unione di due squadre cittadine, il Blauw-Wit e il DWS (in seguito si unirà anche il De Volewijckers).
Esordisce in massima serie nella stagione 1972-1973, ma è già in quella successiva che raggiunge l'apice: il quinto posto finale. In estate si disputano i Mondiali e Jan Jongbloed viene convocato in Nazionale, diventando il portiere titolare degli oranje (e laureandosi quindi vicecampione del Mondo). Il club, con in rosa anche il giovane Heini Otto, partecipa poi alla Coppa UEFA 1974-1975. Qui, grazie anche ai 9 gol di Nico Jansen, e dopo aver eliminato anche l'Inter nei sedicesimi, arriva a disputare i quarti di finale, dove viene eliminato dal Colonia.
Le cose cambiano però rapidamente: dopo alcuni campionati terminati nella parte medio-bassa della graduatoria la squadra retrocede in Eerste Divisie al termine della stagione 1977-1978. Questo avvenimento porta ad una rapida diminuzione del pubblico sugli spalti, così nel 1980 il club decide di abbandonare lo Stadio Olimpico di Amsterdam per trasferirsi nel più modesto Sportpark Sloten, impianto nel quale aveva giocato il Blauw-Wit.
L'FC Amsterdam si scioglie, dopo alcuni campionati terminati in bassa classifica nella seconda divisione, il 12 maggio 1982.